# Quo vadis ? (mini-série)
Quo vadis ? est une mini-série diffusée en 1985, réalisée par la Rai, Antenne 2, Polyphon Film-und Fernsehgesellschaft, Channel 4 de l'ETP et de la TSI. Le réalisateur est Franco Rossi et les producteurs Elio Scardamaglia et Francesco Scardamaglia. Le scénario est d'Ennio De Concini, tiré du roman Quo vadis ? de Henryk Sienkiewicz.
La série, qui dure six heures, était initialement prévue pour six épisodes d'une heure.

## Fiche technique
- Réalisateur : Franco Rossi
- Scénario : Ennio De Concini, d'après le roman Quo vadis ? de Henryk Sienkiewicz[1]
- Nombre d'épisodes : 6
- Durée totale : 360 min

## Distribution
- Klaus Maria Brandauer : Néron
- Frederic Forrest : Pétrone
- Cristina Raines : Poppée
- Barbara De Rossi : Eunice
- Francesco Quinn : Marcus Vinicius
- Max von Sydow : l'apôtre Pierre
- Marie Theres Relin : Licya
- Gabriele Ferzetti : Piso
- Ángela Molina : Acte
- Massimo Girotti : Aulus Plauzius
- Françoise Fabian : Pomponia
- Philippe Leroy : Paul de Tarse
- Leopoldo Trieste : Chilo
- Olga Karlatos comme Epicaris
- Marko Nikolic : Tigellinus
- Georges Wilson : Pedanius
- Marisa Solinas : Polybie
- Annie Belle : Myriam